# Ashippun (Wisconsin)
Ashippun – jednostka osadnicza w Stanach Zjednoczonych, w stanie Wisconsin, w hrabstwie Dodge.